# Koduck
Koduck (コダック Kodakku, còn được biết đến với tên Psyduck trong các bản dịch tiếng Anh) là một loài Pokémon trong loạt seri Pokémon do Nintendo và Game Freak sản xuất. Được tạo ra bởi Ken Sugimori, Psyduck xuất hiện lần đầu tiên trong game Pokémon Red and Blue và phần tiếp theo sau này. Psyduck được lồng tiếng Nhật bởi  Rikako Aikawa  và tiếng Anh bởi Michael Haigney.
Psyduck được tạo hình vô cùng ngộ nghĩnh, hài hước với khuôn mặt ngơ ngác lúc nào cũng như đang không hiểu chuyện gì. Nó có đặc điểm là suy nghĩ được rất ít, đầu óc thường xuyên trống rỗng và luôn trong bộ dạng ôm đầu vì hay bị đau đầu. Khi có một ai đó nói nhiều, phàn nàn hoặc thúc giục, thậm chí chỉ cần nghe thấy âm thanh cũng khiến nó bị đau đầu. Là một Pokemon hệ thủy, một con Vịt nhưng lại không biết bơi.